# Rohtak (distrikt)
Rohtak är ett distrikt i Indien.   Det ligger i delstaten Haryana, i den norra delen av landet, 60 km väster om huvudstaden New Delhi. Antalet invånare är 1 061 204. Arean är 1 668 kvadratkilometer. Rohtak gränsar till Jind.
Följande samhällen finns i Rohtak:
- Rohtak
- Maham
- Kalānaur
- Kheri Sāmpla